# Європейське мовне портфоліо
Європейське мовне портфоліо — Європейський портфель мов — також відомий як ELP або ELP, є дидактичним інструментом. Проект розроблено відділом мовної політики Ради Європи і з 1997 року є інструментом для реалізації Загальноєвропейської компетенції володіння іноземної мови, опублікованій в 2001 році . Мета кожної людини — знати мови, які вони знають і вивчають.

## Загальний опис
Проєкт служить рефлексивним супроводом до культурного та мовного досвіду і, таким чином, має на меті сприяти європейській мовній різноманітності та міжкультурному усвідомленню.
Ідея мовного портфоліо бере свій початок з 1991 року й тісно пов'язана з Загальноєвропейськими рамками для мов. Портфо́ліо (від італ. portafoglio — «портфель») — збірка (широке портфоліо) виконаних робіт та напрацювань певної особи (компанії). Цей документ Ради Європи, розроблений в 1997 році, слугує для демонстрації через паспорт, досьє і «лінгвістичної» біографії мови, комунікативні та культурні аспекти особи щодо різних мов, які вони практикують. У портфоліо записують мовні, комунікативні та культурні надбання різними мовами, які практикують.
Цей портфель (портфоліо) доступний у всіх європейських країнах. Між 1998 та 2000 роками було запущено пілотні проекти у 15 європейських країнах. Кожна країна (включаючи Австрію, Німеччину та Швейцарію) створила окремі національні портфелі, які не тільки адаптовані до референтних рамок, але й до відповідної системи освіти. Існує перший рівень (3—7 років, що включає виховання дітей і перший елементарний цикл), другий (8—11 років) і стандарт (для середньої освіти і дорослих). У Франції наявний стандартний портфель для дорослих і учнів старших класів. Існує також портфель для початкової освіти («Мій перший портфель», для 8—11-річних) та інший — для коледжу.

## Мова: мета політики Європи
Зокрема, метою Ради Європи є зближення окремих держав-членів через спільні кроки на культурному рівні. Спадщина культурного розмаїття розглядається як скарб, який потрібно захищати і розвивати. Лише знання інших сучасних європейських мов дозволить, на думку Ради Європи, збільшити можливості спілкування та взаємодії для європейців різних рідних мов, тим самим сприяючи мобільності та взаєморозумінню.
Для реалізації цих принципів Комітет міністрів закликав уряди держав-членів посилити національне та міжнародне співробітництво у розробці методів навчання та оцінки в галузі сучасного вивчення мови, а також координувати створення та використання матеріалів. Крім того, необхідні подальші «заходи для створення ефективної європейської системи обміну інформацією, що охоплює всі аспекти вивчення мови та викладання та дослідження мови».
Такі заходи означають, що для найширшої частини населення вони мають можливість придбати знання інших мов, щоб «освоїти повсякденне життя в іншій країні», «обмінюватися інформацією та ідеями з молодими людьми та дорослими», а також «поглиблювати їх розуміння Спосіб життя і способи мислення інших людей», сприяти «зусиллям вчителів і учнів усіх рівнів» шляхом розробки «змістовних і реалістичних цілей навчання», «відповідних методів і матеріалів» і «відповідних процедур та інструментів оцінки». Мета полягає в тому, щоб просувати ці дослідницькі проекти, які сприяють впровадженню методів і матеріалів на всіх рівнях системи освіти, які найкраще підходять для того, щоб різні групи та типи учнів могли придбати мовні навички, що відповідають їхнім конкретним потребам".
Оскільки два поняття (терміни) багатомовності не розглядаються як синоніми в системі відліку, їх поняття також чітко диференційовані. Хоча багатомовність відноситься до конкретної особи, яка володіє кількома мовами, використовується термін багатомовність думати про соціальний спектр декількох соціально існуючих мов. Мультилінгвізм може бути досягнутий за допомогою відповідно великого та привабливого кола шкіл; Багатомовність, з іншого боку, підкреслює розширення культурного контексту через досвід мови. Однак мови та культури, придбані через багатомовність, не можуть бути розділені точно. Набагато частіше говорити про спільну комунікативну компетентність, в якій беруть участь всі домінуючі мови.
Акцент на багатомовності також повинен змінити мету викладання мови. Мета полягає не в освоєнні одного або декількох окремих вивчених мов на високому рівні, а в розробці комунікативного репертуару, в якому мають місце всі мовні здібності. Метою для учнів є надання їм можливості розвивати багатомовну компетентність . Це також включає заохочення мотивації та здатність отримувати нові мовні знання за межами шкільних уроків.
Тому потреба в референтній системі полягає у сприянні культурному різноманіттю, повазі та підвищенню мобільності. Для цих та інших цілей найкраще можна досягти, нам потрібно поняття безперервного навчання, фінансується за рахунок загальноєвропейських освітніх обмінів на всіх рівнях. За зразком рамках спрямована на сприяння співробітництву між різними освітніми установами в цілях сприяння Nostrifizierungsprozesse мовної кваліфікації. Рамкова основа буде служити для спрощення планування програм мови, мовних сертифікатів та самостійного навчання.

### Функція та намір Європейського мовного портфоліо
Європейське мовне портфоліо розглядає себе як засіб підтримки цих цілей Ради Європи методично-дидактичним шляхом. Проте, мовний портфель не слід розуміти як підручник. Вона є власністю учнів і має бути розроблена ними. Метою Ради Європи є те, щоб кожен європейський громадянин мав свій власний мовний портфель. Загалом, можна сказати, що Європейське мовне портфоліо має дві основні функції: Європейське мовне портфоліо має 1) педагогічну функцію і 2) документальну функцію. З точки зору педагогічної функції, мовний портфель спрямований на підвищення мотивації учнів та заохочення більш високого рівня рефлексії. Учень повинен отримати більшу обізнаність про Європу, її культуру та її мови. Щодо документальної функції, у мовному портфоліо власний навчальний прогрес також повинен бути задокументований спеціально виготовленими автентичними матеріалами. У робочих областях, де різні мови мають особливе значення, портфель повинен мати можливість передавати його як додаткову кваліфікацію.

## Структура
Згідно із Загальноєвропейськими рекомендаціями з мовної освіти, існує шість рівнів володіння мовою, які були розроблені Асоціацією мовних експертів ALTE (The Association of Language Testers in Europe):
- інтродуктивний (Breakthrough або А1)
- середній (Waystage або А2)
- рубіжний (Threshold або В1)
- просунутий (Vantage або В2)
- автономний (Effective Operational Proficiency або С1)
- компетентний (Mastery або С2).

Вони охоплюють проміжок від базового до практично бездоганного рівня володіння мовою. На них зорієнтовані навчальні посібники з будь-якої європейської мови, довідники, словники, тести.
Європейський мовний портфель завжди складається з трьох частин:
- мовний паспорт
- мовна біографія
- досьє.

Біографія мови намагається захопити і спланувати навчання мови учнів ретроспективно і перспективно. У мовному паспорті сітка загальноєвропейської системи обміну даними може записувати поточний рівень володіння всіма мовами, з якими людина контактує. Досьє призначене для зберігання мовних продуктів учнів, які достовірно відображають процес вивчення мови.

## Диверсифікація
Зараз у Європі існує більше сотні різних мовних портфоліо. Оскільки освітні традиції широко розходяться між країнами, портфоліо також адаптуються до національних умов (наприклад, віковий діапазон). Але навіть у межах європейських держав існують різноманітні портфелі.
В Австрії останнім часом існують портфелі для елементарних, середніх і молодих людей старше 15 років. У Швейцарії, з іншого боку, два портфелі для дітей 4—7 та 7—11 років були розроблені на додаток до вищого середнього та другого портфелів. У Німеччині мовний портфель для освіти для дорослих був розроблений загальнонаціональною робочою групою і акредитований у 2006 році Радою Європи. Мовний портфель для іммігрантів (мігрантів) був завершений у 2008 році в пілотному проекті, який фінансується БАМФ (Федеральним відомством з міграції та біженців). Крім того, окремі провінції опублікували власні портфоліо, особливо для шкіл (наприклад, Тюрингія, Гессен, NRW). Це важливі мовні портфелі в німецькомовних країнах, які також використовуються в школах та інших навчальних закладах. Є також численні менші портфелі та роздаткові матеріали з додатковими матеріалами.
У січні 2006 року експерименти з Європейським мовним портфелем розпочалися в Андалусії (Іспанія), в 25 центрах усіх освітніх рівнів. Після року роботи і навчання, комісія експериментаторів, призначена Міністерством освіти, почала працювати в центрах зі своїми студентами, для здійснення її реалізації. Ця ініціатива Ради Європи, підтримана Планом сприяння багатомовності, розпочалася у співпраці з Міністерством освіти і науки. Його фундаментальна мета, крім інформативної функції, сприяє мобільності студентів у Європі, полягає у поліпшенні та оновленні процесів викладання та навчання мов, заснованих на спілкуванні та використанні. Водночас це — відображення та самооцінка студентами цих процесів, а також підвищення міжкультурних цінностей.
Однак для того, щоб мовний портфель мав право бути «Європейським мовним портфелем», він повинен відповідати певним формальним і основним критеріям і бути затвердженим Радою Європи. Список європейських мовних портфелів, акредитованих Радою Європи, можна знайти на вебсайті Ради Європи.

## Інтернет-ресурси
- Informationen und Arbeitsblätter zum deutschlandweiten Europäischen Sprachenportfolio für Erwachsene [Архівовано 7 березня 2022 у Wayback Machine.]
- Homepage des Österreichischen Sprachen-Kompetenz-Zentrums [Архівовано 6 березня 2019 у Wayback Machine.]
- Homepage zur Entwicklung des Schweizer Sprachenportfolios [Архівовано 28 березня 2010 у Wayback Machine.]
- Gemeinsamer europäischer Referenzrahmen (Goethe-Institut) [Архівовано 9 березня 2019 у Wayback Machine.]
- Portfoliobeschreibung des Europarats [Архівовано 23 лютого 2016 у Wayback Machine.]
- Portal des Europarats
- Homepage über den Einsatz des Europäischen Sprachenportfolios an österreichischen Schulen (mit Blog)